# Пауль Зелинський
Пауль Зелинський (нім. Paul Zielinski, 20 листопада 1911 — 20 лютого 1966) — німецький футболіст, що грав на позиції захисника, зокрема, за клуби «Уніон Хамборн» та «Маркерсдорф», а також національну збірну Німеччини. По завершенні ігрової кар'єри — тренер.

## Клубна кар'єра
У футболі дебютував 1930 року виступами за команду «Уніон Гамборн», в якій провів дев'ять сезонів.
Своєю грою за цю команду привернув увагу представників тренерського штабу клубу «Маркерсдорф», до складу якого приєднався 1939 року. Відіграв там наступні п'ять сезонів своєї ігрової кар'єри.
1946 року повернувся до клубу «Уніон Гамборн», за який відіграв 2 сезони. Завершив професійну кар'єру футболіста у 1948 році.

## Виступи за збірну
1934 року дебютував в офіційних матчах у складі національної збірної Німеччини. Протягом кар'єри у національній команді, яка тривала 3 роки, провів у її формі 15 матчів.
У складі збірної був учасником чемпіонату світу 1934 року в Італії, де зіграв з Бельгією (5-2), зі Швецією (2-1), з Чехословаччиною (1-3) і в переможному матчі за третє місце з Австрією (3-2).

## Кар'єра тренера
Розпочав тренерську кар'єру, ще продовжуючи грати на полі, 1946 року, очоливши тренерський штаб клубу «Уніон Гамборн». З 1960 по 1962 рік очолював клуб «Бохольт».
Помер 20 лютого 1966 року на 55-му році життя.

## Титули і досягнення
- Бронзовий призер чемпіонату світу: 1934